# Lucas Jade Zumann
Lucas Jade Zumann (* 12. Dezember 2000 in Chicago) ist ein US-amerikanischer Schauspieler. Seine bekannteste Rolle war die als Milo im Horrorfilm Sinister 2. Von 2017 bis 2020 spielte er die Rolle des Gilbert Blythe in Anne with an E.

## Filmografie
- 2015: Sense8 (Fernsehserie, Folge 1x09)
- 2015: Sinister 2
- 2016: Chicago Fire (Fernsehserie, Folgen 4x11–4x12)
- 2016: Thrill Ride
- 2016: Jahrhundertfrauen (20th Century Women)
- 2017–2020: Anne with an E (Anne, Fernsehserie)
- 2018: Letztendlich sind wir dem Universum egal (Every Day)
- 2019: To the Stars
- 2021: Dr. Bird’s Advice to Sad Poets